# Max-Planck-Institut für Geistiges Eigentum
Max-Planck-Institut für Geistiges Eigentum, Wettbewerbs- und Steuerrecht war eine rechtswissenschaftliche Forschungseinrichtung mit Sitz in München, die am 1. Januar 2011 in zwei Institute aufgeteilt wurde. Ohne Veränderungen bei Personal und Standort wird die Forschungsarbeit seit 2011 vom Max-Planck-Institut für Steuerrecht und Öffentliche Finanzen und dem Max-Planck-Institut für Innovation und Wettbewerb fortgesetzt.

## Geschichte
Das Institut wurde 1966 als Max-Planck-Institut für ausländisches und internationales Patent-, Urheber- und Wettbewerbsrecht gegründet. Unter dem gemeinsamen Direktorat von Eugen Ulmer und Friedrich-Karl Beier (1926–1997) sowie Gerhard Schricker hat es in den Folgejahren vielfältigen Einfluss auf die Rechtsentwicklung genommen und hohes Ansehen erlangt. Schwerpunkte waren die auf rechtsvergleichender Analyse beruhende Mitwirkung an der europäischen Harmonisierung des Rechts des unlauteren Wettbewerbs, des Markenrechts, des Geschmacksmusterrechts und des Urheberrechts, die Kommentierung des deutschen Urheber- und Verlagsrechts sowie die rechtsvergleichende Erarbeitung des Rechts der Patentierung biotechnologischer Erfindungen oder die Erforschung der Grenzbereiche zwischen Patentrecht und anderen Schutzrechten.
Im Jahre 2002 wurde das Institut umbenannt, und es trat eine neue Abteilung für „Rechnungslegung und Steuern“ hinzu, die darauf angelegt ist, das Recht der Kapitalmarktinformation und der Besteuerung von Unternehmen als Bestandteile der internationalen Wirtschafts- und Wettbewerbsordnung zu erfassen. Auch im Kartellrecht wurden die Aktivitäten des Instituts deutlich ausgeweitet. Es firmierte nunmehr unter dem Namen Max-Planck-Institut für Geistiges Eigentum, Wettbewerbs- und Steuerrecht. 2009 wurde das Institut um die Abteilung Finanzwissenschaft erweitert.